# Карел Ейтінг
Карел Ейтінг (нід. Carel Eiting, нар. 11 лютого 1998, Амстердам) — нідерландський футболіст, півзахисник нідерландського «Волендама». Грав за молодіжну збірну Нідерландів

## Клубна кар'єра
Народився 11 лютого 1998 року в Амстердамі. Вихованець футбольної школи клубу «Аякс». 30 квітня 2015 року підписав з командою перший професійний контракт, а з сезону 2016/17 став виступати за молодіжну команду («Йонг Аякс»), в якій дебютував 12 серпня 2016 року в рамках Еерстедивізі проти «Алмере Сіті», аідігравши всю гру.
26 жовтня 2016 року зіграв свій перший матч в основному складі команди в матчі Кубка Нідерландів проти «Козаккен Бойз», замінивши Маттейса де Лігта. 9 серпня 2017 року уклав з клубом новий чотирирічний контракт і в тому ж сезоні дебютував з командою у Ередивізі.
Утім протягом наступних трьох сезонів відіграв за рідну команду лише 17 матчів у національному чемпіонаті, і у вересні 2020 року був відданий в оренду до кінця сезону до клубу англійського Чемпіоншипа «Гаддерсфілд Таун».
25 червня 2021 року було оголошено, що гравець уклав чотирирічний контракт з бельгійським «Генком».

## Виступи за збірні
2014 року дебютував у складі юнацької збірної Нідерландів (U-17), загалом на юнацькому рівні взяв участь у 21 іграх, відзначившись 3 забитими голами.
2017 року залучався до складу молодіжної збірної Нідерландів. На молодіжному рівні зіграв у 4 офіційних матчах.

## Статистика виступів

### Статистика клубних виступів
Станом на 6 січня 2017
| Сезон             | Команда           | Чемпіонат         | Чемпіонат | Чемпіонат | Національний кубок | Національний кубок | Національний кубок | Континентальні кубки | Континентальні кубки | Континентальні кубки | Інші змагання | Інші змагання | Інші змагання | Усього | Усього | Усього |
| Сезон             | Команда           | Ліга              | Ігор      | Голів     | Ліга               | Ігор               | Голів              | Ліга                 | Ігор                 | Голів                | Ліга          | Ігор          | Голів         | Ігор   | Голів  |        |
| ----------------- | ----------------- | ----------------- | --------- | --------- | ------------------ | ------------------ | ------------------ | -------------------- | -------------------- | -------------------- | ------------- | ------------- | ------------- | ------ | ------ | ------ |
| 2016–17           | «Аякс»            | E                 | 0         | 0         | КН                 | 1                  | 0                  | ЛЧ+ЛЄ                | 0                    | 0                    |               | -             | -             | 1      | 0      |        |
| 2017–18           | «Аякс»            | E                 | 4         | 0         | КН                 | 2                  | 0                  | ЛЄ                   | 0                    | 0                    |               | -             | -             | 6      | 0      |        |
| Усього за кар'єру | Усього за кар'єру | Усього за кар'єру | 4         | 0         |                    | 3                  | 0                  |                      | 0                    | 0                    |               | -             | -             | 7      | 0      |        |

## Титули і досягнення
- Чемпіон Нідерландів (1):

Аякс: 2018-19
- Володар Кубка Нідерландів (1):

Аякс: 2018-19
- Володар Суперкубка Нідерландів (1):

Аякс: 2019